# 梁思礼
梁思礼（1924年8月24日—2016年4月14日），广东新会人，民初政治家梁啟超的兒子，中国导弹控制专家，火箭控制專家，中國航天计算机辅助设计技術倡導者和奠基人，中国科学院院士。

## 生平
中学曾入学天津南开中学，随后南开学校被日军炸毁，随留津南开师生一起被位于天津英租界的耀华中学接收入校。1940年，在耀华中学就读高中二年级的梁思礼考取年级第二名的成绩，学校为其颁发奖品、书券以资鼓励。1945年获普度大学电机工程学士学位，1947年获得辛辛那提大学硕士学位，1949年又在辛辛那提大学获得博士学位。归国后先是在邮电部从事技术工作，参加中国国际广播电台建设工作。1956年10月8日，中国航天事业的第一个导弹研究机构——国防部第五研究院成立。钱学森任院长，梁思礼任导弹控制系统研究室副主任，负责导弹控制系统研究。1958年1月11日，解放军组建第一个导弹训练机构长辛店炮兵教导大队，梁思礼成为第一期学员。曾任中國航天部總工程師、中國航天工業總公司科技委副主任。

## 社会兼职
國際宇宙飛航聯合會副主席，中國航天科技集團公司、中國航天機電集團公司科技委顧問，中国宇航学会常务理事。

## 奖项和荣誉
梁思礼曾先后获中国国家科学技术进步奖、何梁何利基金奖、中国老教授科教兴国奖、中国侨界杰出人物等荣誉，有代表作品《向太空长征》、《梁思礼文集》等。

## 家庭
父亲是梁启超，生母是通房丫鬟王来喜（后改名王桂荃）。王桂荃於文革中去世，遺體下落不明。